# Kolding Havn
Kolding Havn bezeichnet den Seehafen der dänischen Stadt Kolding in der Region Syddanmark, der am Ende des etwa elf Kilometer langen Kolding Fjords liegt. Mit einem Güterumschlag von 1,27 Millionen Tonnen im Jahr 2008 zählt der Hafen zu den zehn größten Güterhäfen Dänemarks. Darüber hinaus gilt er als größter Hafen in Dänemark für den Holzimport. In dem Industrie-, Verkehrs- und Kreuzfahrerhafen sind mehr als 50 Unternehmen ansässig, in denen über 1000 Menschen beschäftigt sind.

## Hafengestaltung
Der Kolding Havn besteht aus einem Verkehrshafen (Trafikhavnen), der eine Kailänge von 2,5 Kilometern aufweist. Im Besitz der selbständigen Vereinigung Kolding Lystbådehavn befinden sich zudem zwei Häfen für Freizeitsegler: einen nördlichen (Lystbådehavn Nord) und einen südlichen Yachthafen (Lystbådehavn Syd), die zusammen 965 Booten Platz bieten. Der südliche Hafen erstreckt sich bis zur Mündung der Kolding Å.
Zugang zum Hafen besteht über eine drei Seemeilen lange, 30 m breite und 7,3 m tiefe Fahrrinne, die vom Kleinen Belt herführt und an der Landspitze Drejens Odde an der Mündung des Kolding Fjords beginnt. Durch sie können bis zu 190 m lange, 30 m breite und 6,8 m tiefgehende Schiffe in den Hafen gelangen.
In das 460.000 m² große Hafengebiet führen sowohl Bahngleise als auch Zubringer zu den dänischen Autobahnen Sønderjyske Motorvej, einem Teilstück der Europastraße 45, und Taulovmotorvejen, der mit der E20 einhergeht.

## Geschichte
Bis Ende des 17. Jahrhunderts, als das Gebiet beim Fluss Kolding Å und am inneren Fjord versandete, konnten Schiffe bis zur Brücke Sønderbro ins Stadtzentrum segeln. Danach mussten Lastkähne die Waren von Drejens und Strandhuse in die Stadt transportieren. Um diesem Zustand Abhilfe zu verschaffen, wurde auf Initiative des Kaufmanns Caspar F. Müller eine Hafenkommission gegründet, die den Bau eines neuen Hafens vorantrieb. So entwarf der Hafeninspekteur Leth 1841 ein Hafenbecken, das 80 m lang, 57 m breit und 2,6 m tief war. Am 24. Oktober 1843 konnte der neue Hafen schließlich eröffnet werden, dessen Baukosten sich auf rund 23.500 Rigsbankdaler beliefen.
1872 wurde der bisher höchste Pegelstand mit 2,75 m über dem mittleren Meeresspiegel gemessen; 1967 erreichte der Pegel dagegen mit 1,95 m unter dem mittleren Meeresspiegel seinen bisher niedrigsten Stand im Hafen.
Bis 1991 war Kolding Havn den Anordnungen des dänischen Verkehrsministeriums unterstellt. Danach trat ein neues Hafengesetz in Kraft, bei dem dänische Häfen als selbständige Unternehmen frei investieren konnten, solange sie keinen Verlust erwirtschafteten. Seit 2000 fungiert Kolding Havn als kommunaler Selbstverwaltungshafen, bei dem der Koldinger Stadtrat die höchste Autorität darstellt.
Für die Zukunft entwarf die Kolding Kommune einen Masterplan, der bis 2030 eine Erweiterung des Hafenareals um 125.000 m² vorsieht.

## Einrichtungen
Kolding Havn verfügt über RoRo-Rampen, einen Schwergutkran, der bis zu 100 Tonnen heben kann, sowie seit 2010 über einen vollautomatischen Spreader, mit dem in größerer Stückzahl ISO-genormte Container umgeschlagen werden können. Des Weiteren gibt es zwei Schienlaufkrane für fünf und 25 Tonnen sowie vier Mobilkräne, die für jeweils vier, fünf, 32 und 36 Tonnen ausgerichtet sind.